# Kullersten

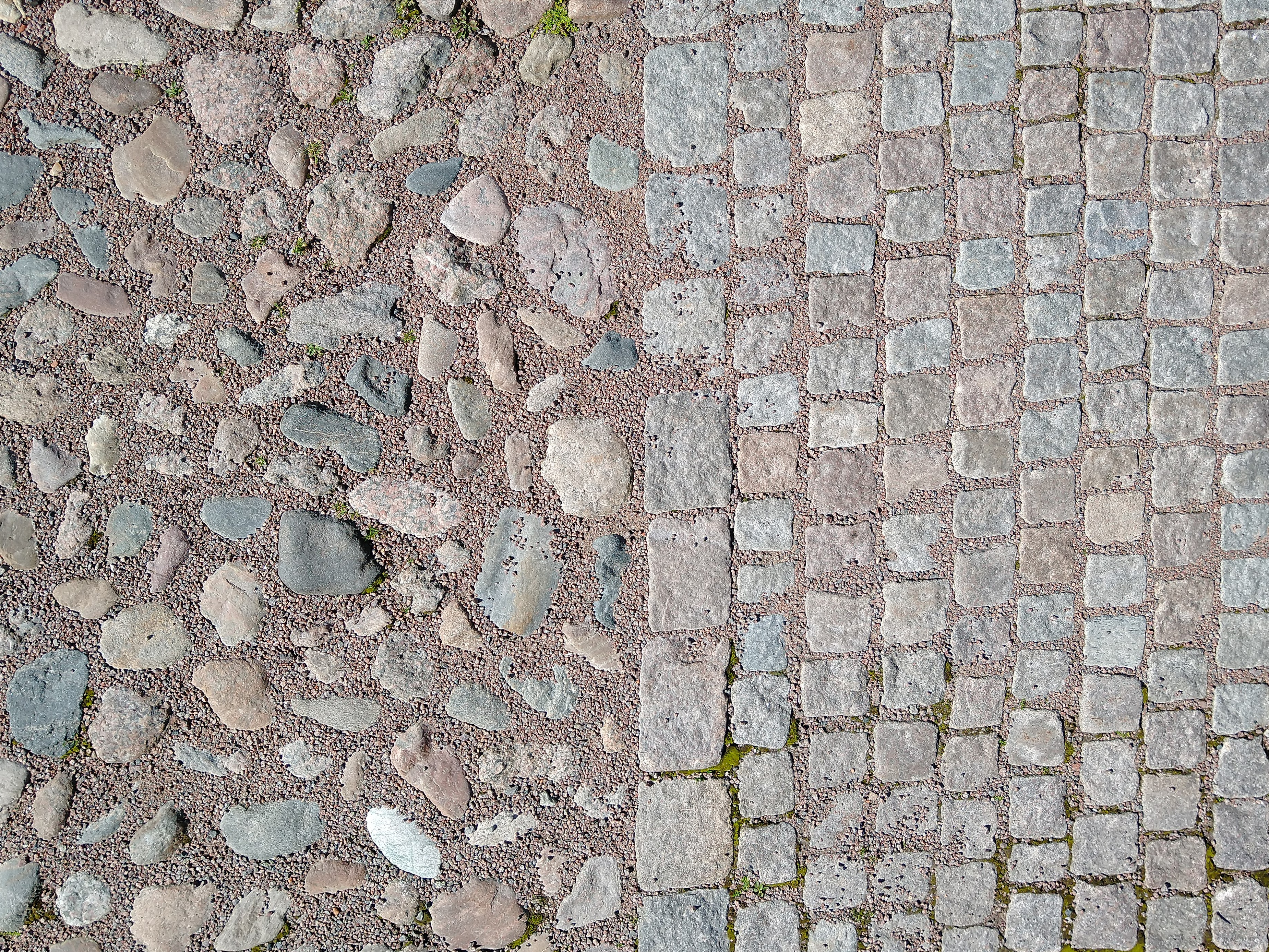
Kullersten (rundad natursten) till vänster,
jämförs här med gatsten (huggen, fyrkantig sten) till höger.

Kullersten är sten som kan rullas (kullras), det vill säga stenar vars kanter är avrundade och som således är kullriga till formen.
Kullersten eller fältsten var vanlig som vägbeläggning i städer innan den huggna, fyrkantiga gatstenen tog över. Stenarna fixeras av omgivande sand eller murbruk. Kullersten används även som beläggning på gårdsplaner, i Sverige särskilt i Skåne (där stenläggningen kallas stenór).

## Bildgalleri

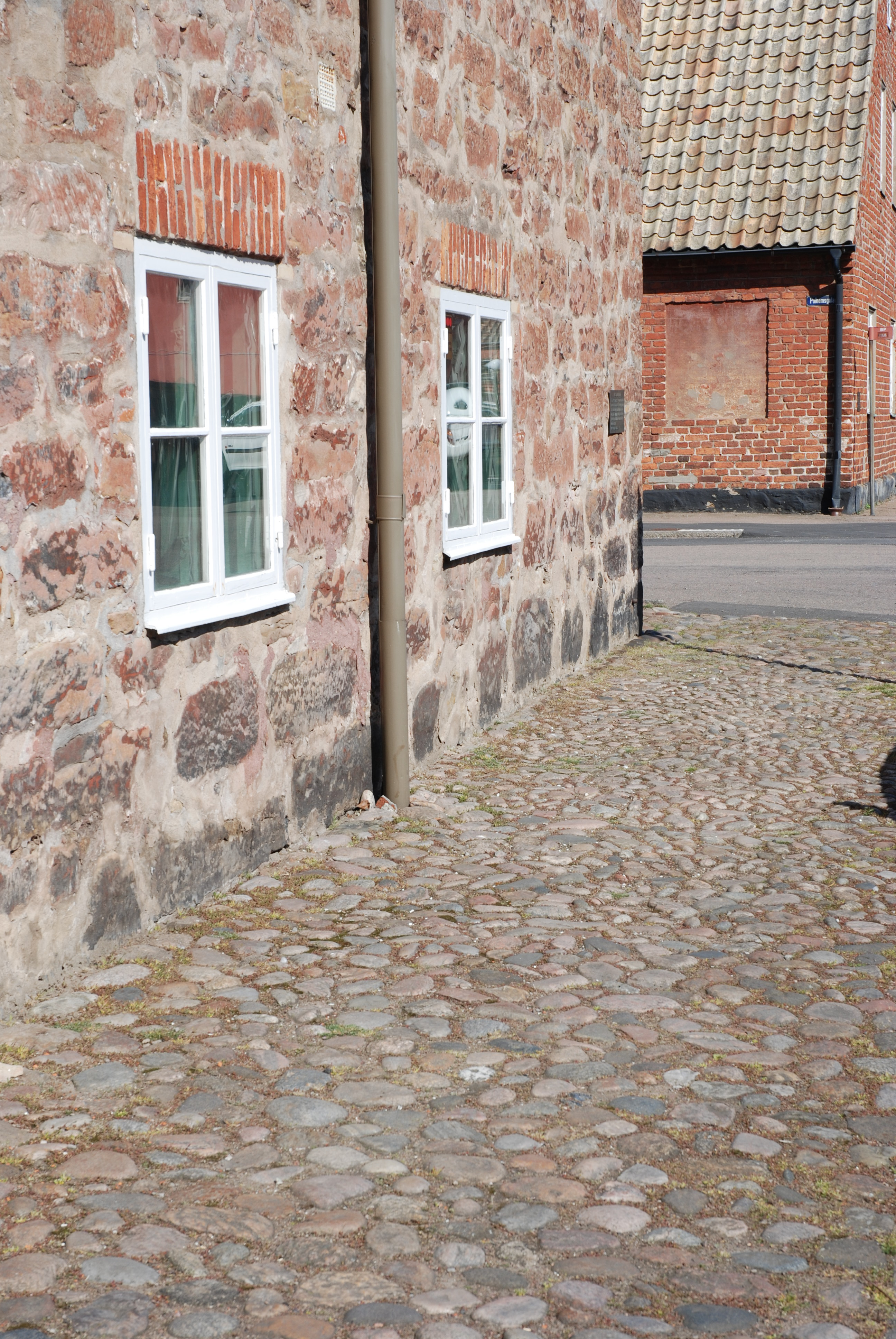
Stenläggning (stenór) utanför Höganäs Museum och Konsthall.
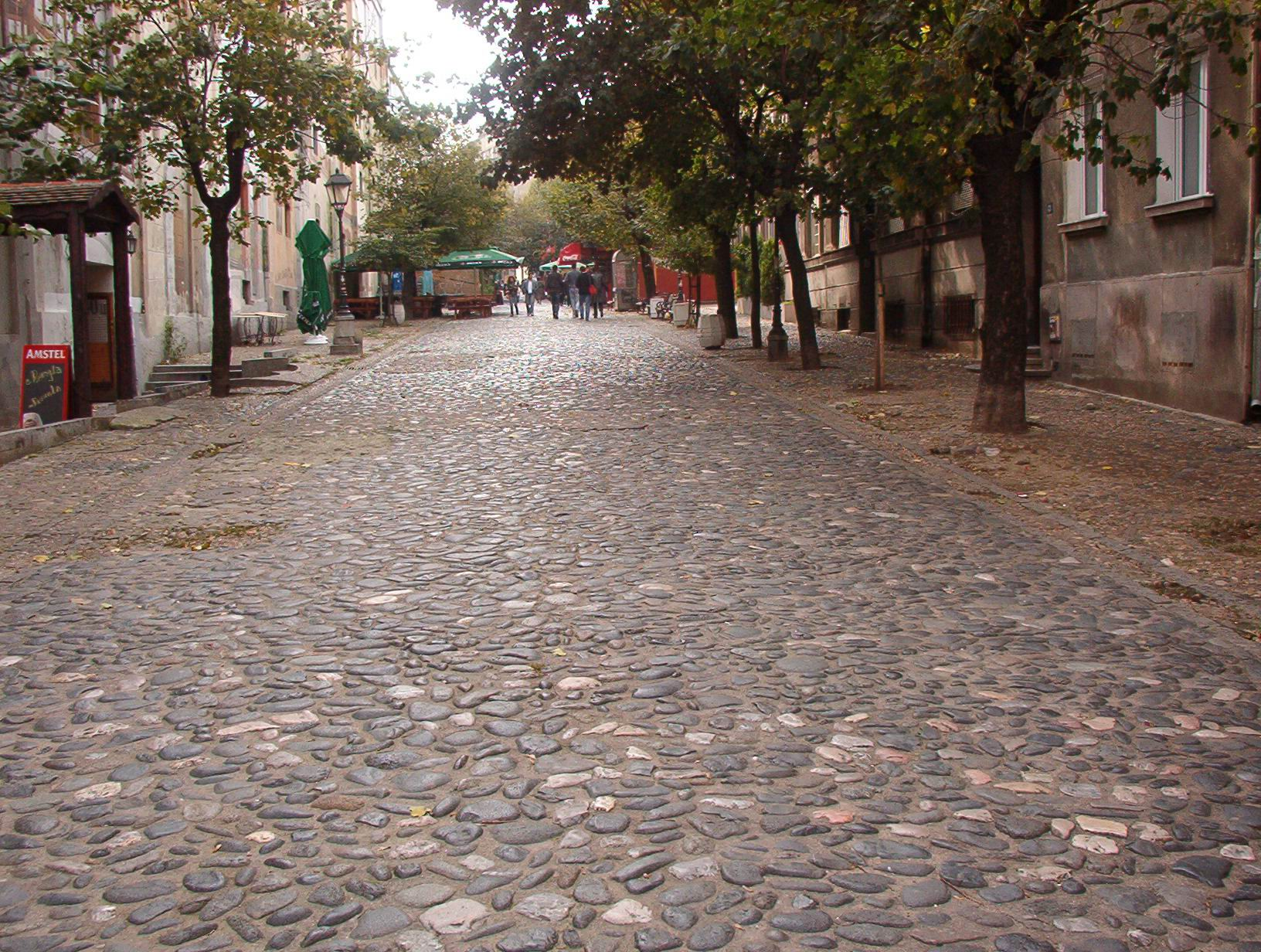
Kullersten på en gata i Belgrad.
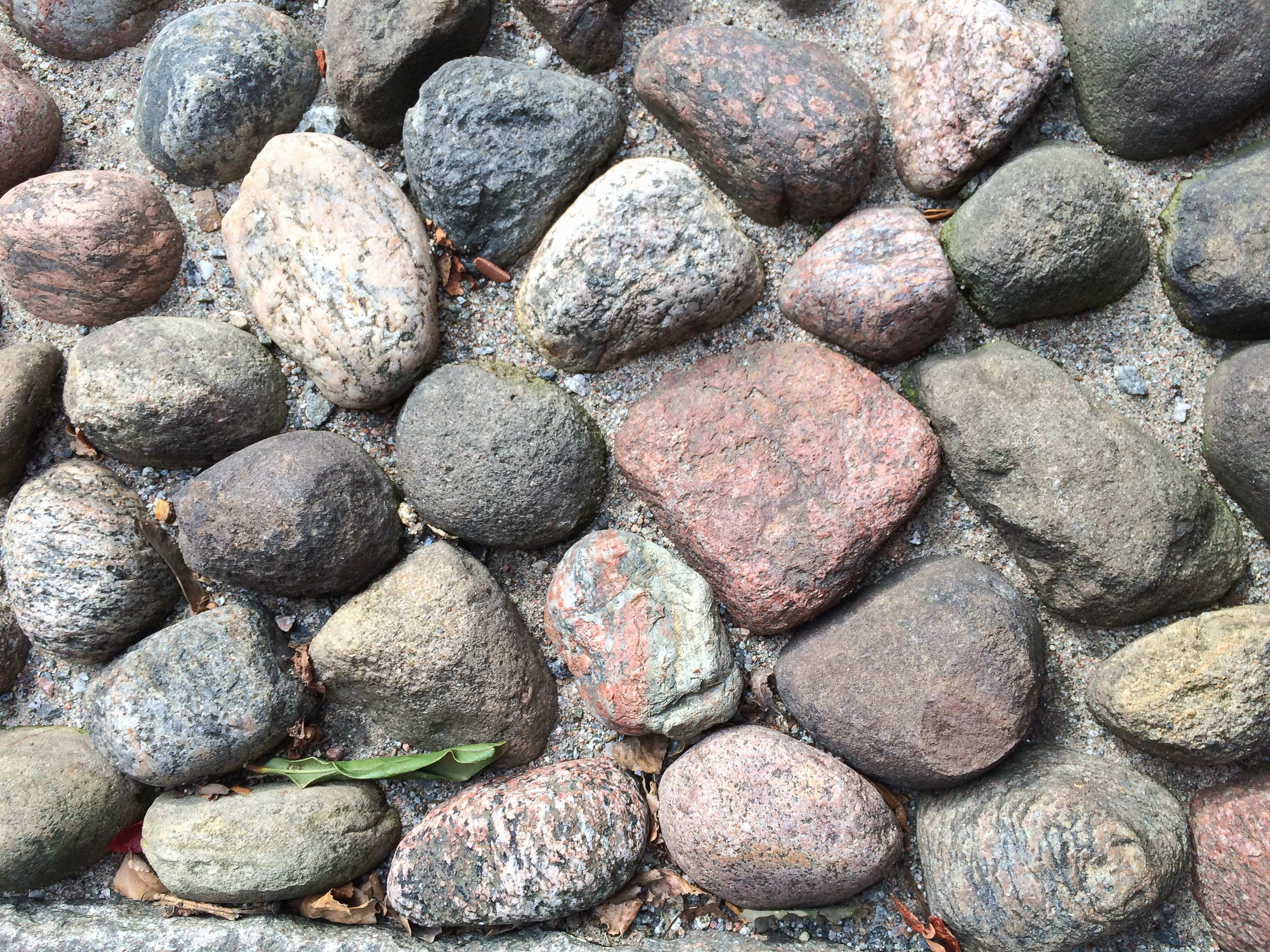
Grov kullersten på Borgargården till Stockholms stadshus
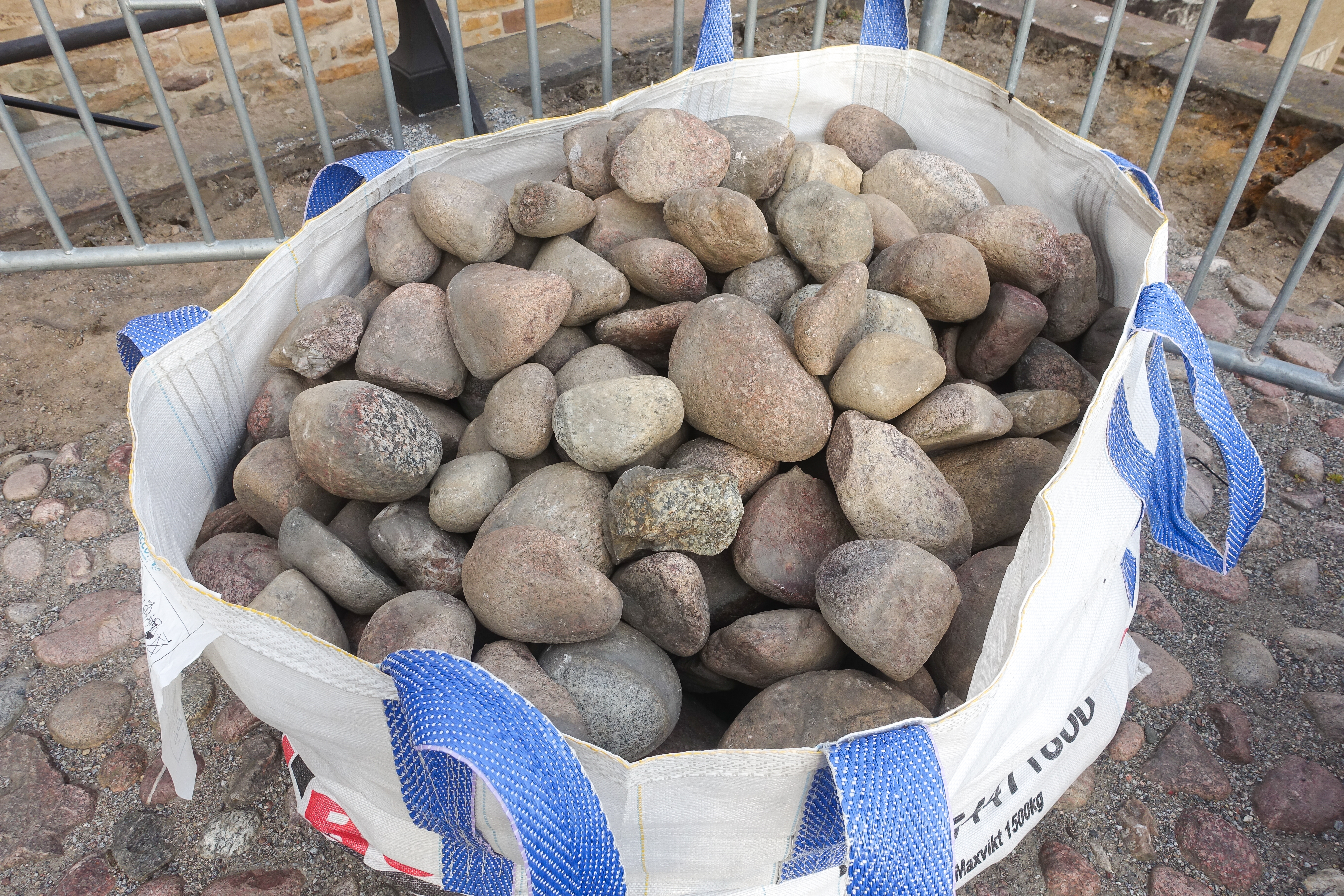
Uppgrävda kullerstenar i byggsäck.
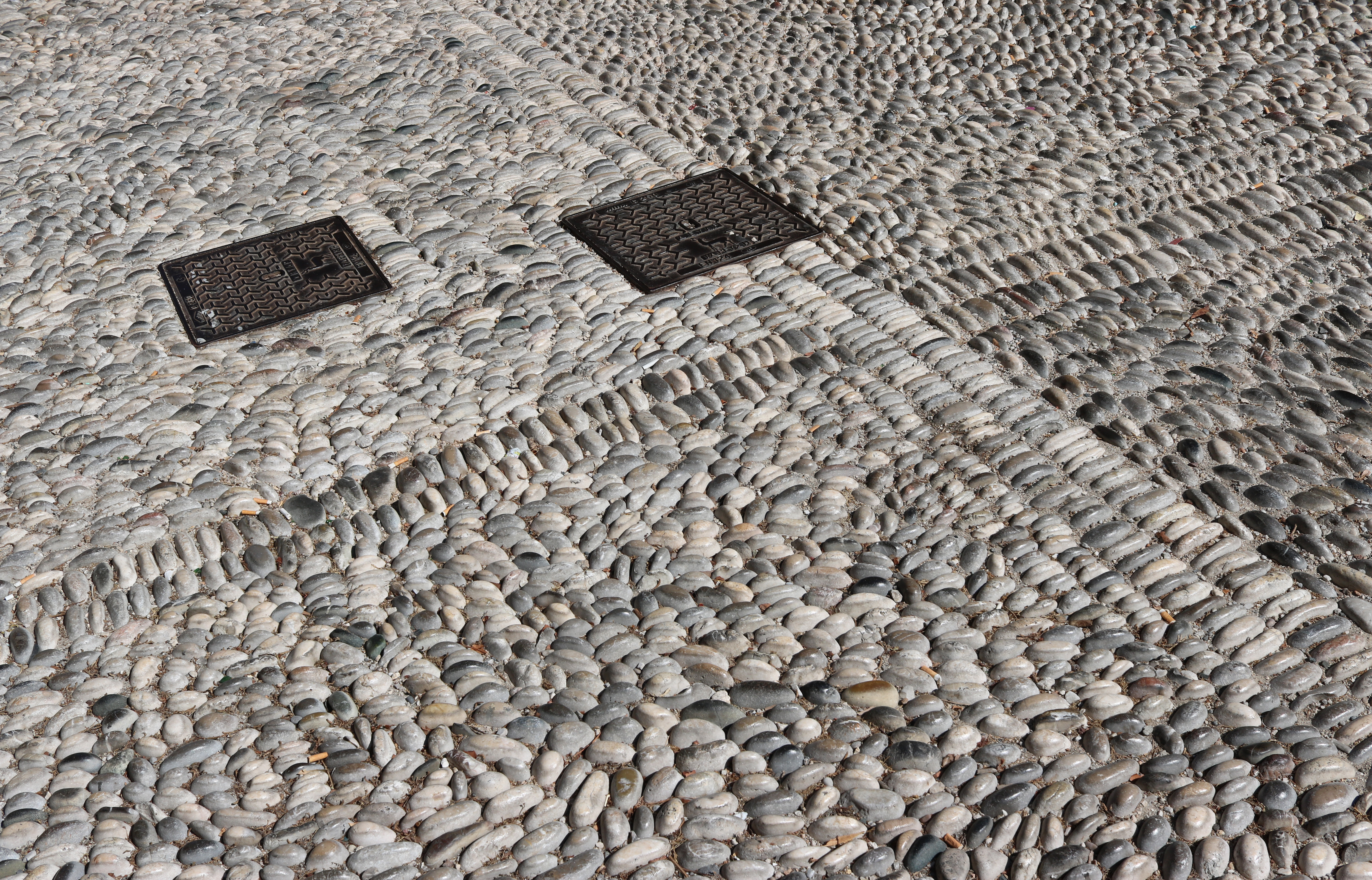
Kullersten på Rhodos, Grekland